# St. Vitus (Bad Langenbrücken)

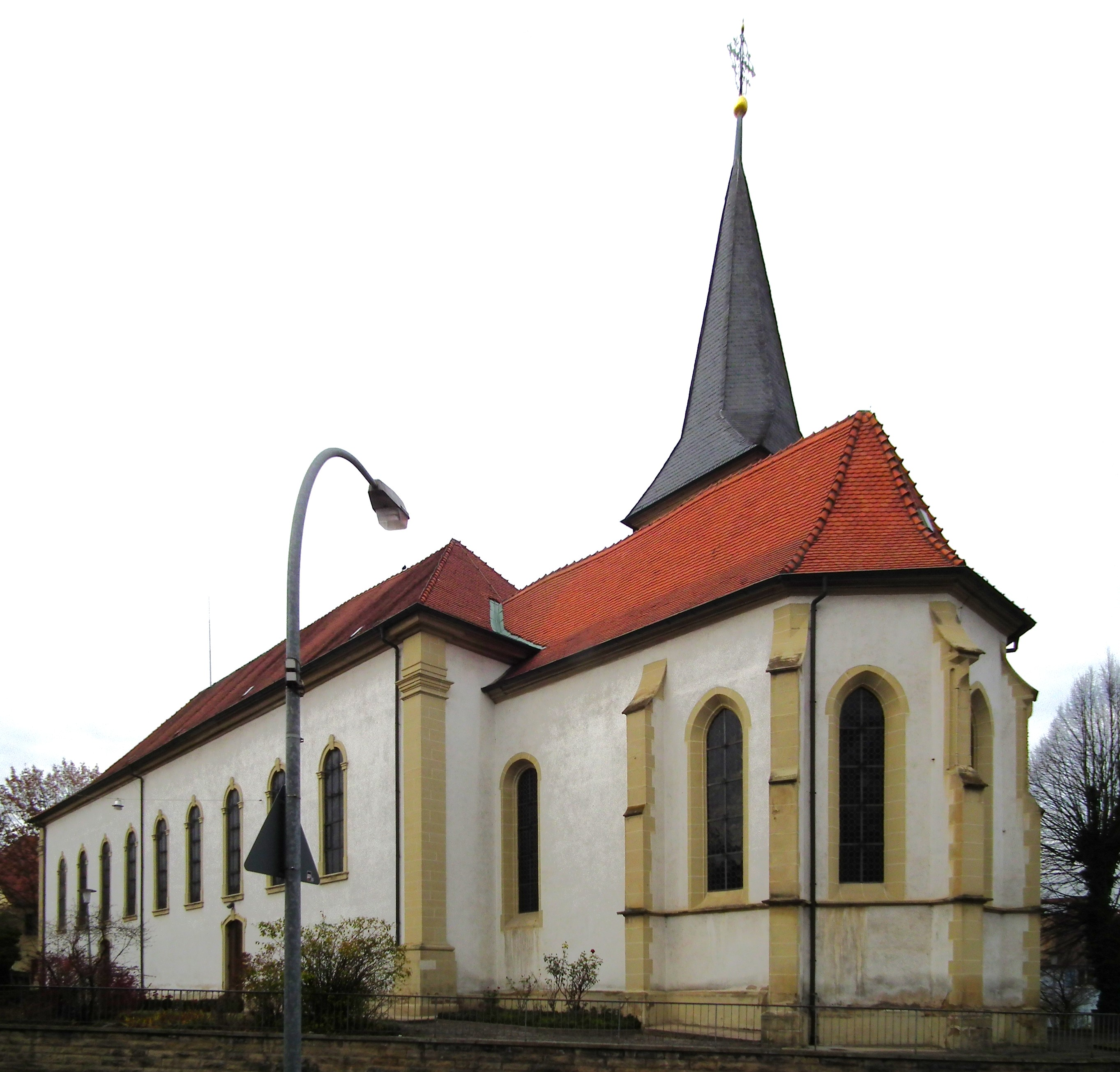
St. Vitus in Bad Langenbrücken

Die römisch-katholische Pfarrkirche St. Vitus ist ein geschütztes Kulturdenkmal nach dem Denkmalschutzgesetz in Bad Langenbrücken, einem Ortsteil der Gemeinde Bad Schönborn im Landkreis Karlsruhe in Baden-Württemberg. Die Kirchengemeinde gehört zum Dekanat Bruchsal des Erzbistums Freiburg.

## Beschreibung

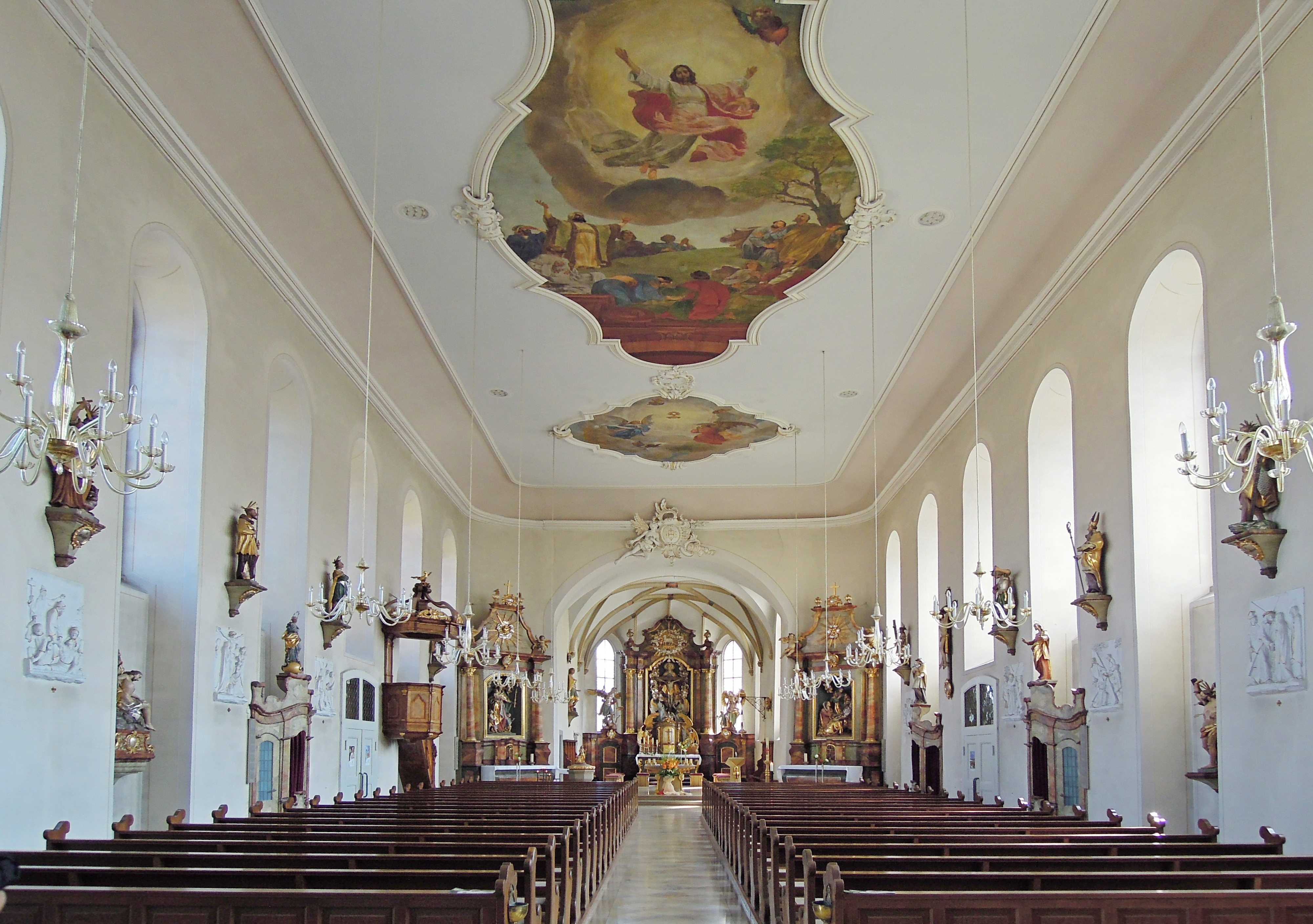
Blick zum Chor

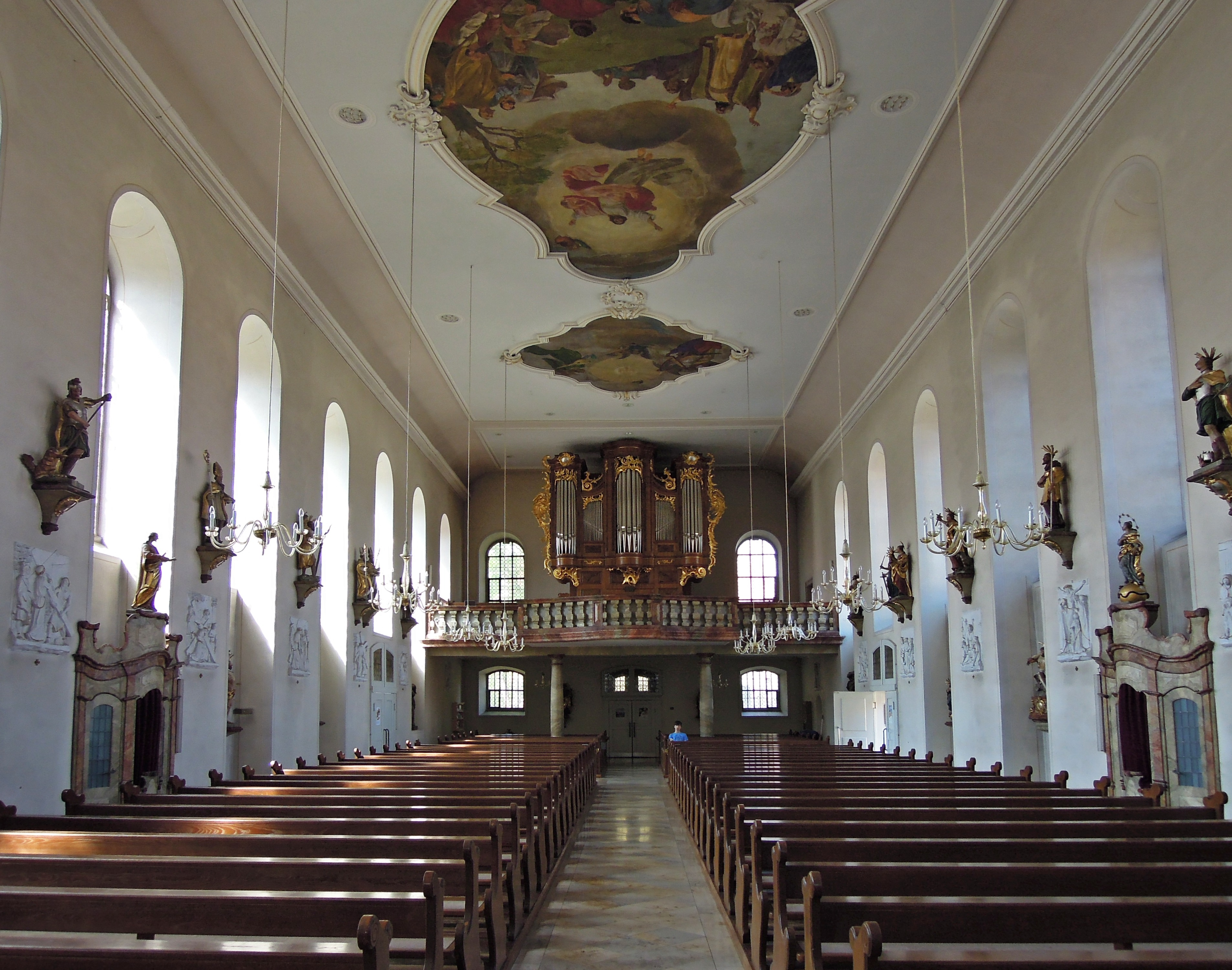
Blick zu Empore und Orgel

Das Langhaus der Saalkirche wurde 1757 nach Westen an den eingezogenen, dreiseitig geschlossenen Chor, der mit dem Chorflankenturm an seiner Nordwand bereits um 1510 entstanden war, angebaut und 1907 nach Westen verlängert. An der Nordseite des Langhauses befindet sich ein durch Pilaster gegliederter Risalit, in dessen Giebel eine Kartusche mit der Darstellung des heiligen Veit untergebracht ist. Im Glockenstuhl des Chorflankenturms hängen vier Kirchenglocken. Drei dieser Glocken aus Sonderbronze wurden 1949 von der Glockengießerei Junker in Brilon zu der vorhandenen kleinsten Glocke der Glockengießerei Bachert hinzu gegossen. Das Glockengeläut klingt mit der Tonfolge f′ – as′ – b′ – des″.
Der Innenraum ist mit einer Flachdecke überspannt. Die Deckenmalerei mit der Darstellung der Christi Himmelfahrt hat 1907 Kaspar Schleibner geschaffen. Das Altarretabel des Hochaltars von 1765 wurde 1907 durch einen Gnadenstuhl erneuert. Im Langhaus befinden sich die Statuen einer Maria Immaculata und eines Johannes Nepomuk. 
Die Orgel wurde 1992 von Karl Göckel anstelle eines 1754/55 von Johann Ignaz Seuffert mit 14 Registern geschaffenen Instruments errichtet. Die neuere Orgel hat einen Umfang von 30 Registern auf zwei Manualen und Pedal.